# Gaucelmus strinatii
Gaucelmus strinatii is een spinnensoort in de taxonomische indeling van de holenspinnen (Nesticidae).
Het dier behoort tot het geslacht Gaucelmus. De wetenschappelijke naam van de soort werd voor het eerst geldig gepubliceerd in 1979 door Paolo Marcello Brignoli.